# Leir

Lear e Cordelia

Leir (X-IX secolo a.C.), secondo l'Historia Regum Britanniae di Goffredo di Monmouth, era figlio di re Bladud e uno dei leggendari re della Britannia. La sua storia fu poi ripresa, modificata e romanzata da William Shakespeare nella tragedia Re Lear. Secondo Goffredo, Leir succedette al padre Bladud sul trono di Britannia e regnò molto a lungo. Costruì la città di Kaerleir (odierna Leicester) sulle rive del fiume Soar.
Non ebbe figli maschi, ma solo tre femmine: Goneril, Regan e Cordelia (la sua favorita). Pensò di lasciare in eredità a ciascuna di loro (e ai loro mariti) una parte del regno. Goneril e Regan assecondarono il padre, sposando rispettivamente il duca di Alba e il duca di Cornovaglia con la promessa di avere una parte di regno. Cordelia invece, che preferiva seguire le ragioni del cuore, decise di disubbidire al padre e quindi non ebbe nessuna dote ed eredità. Nonostante ciò, fu corteggiata e sposata da re Aganippo dei Franchi. Quando Leir divenne vecchio, i due duchi suoi generi si ribellarono e conquistarono il suo regno. Maglauro, duca di Alba, decise però di proteggere il vecchio Leir, assegnandogli una guardia del corpo di 140 cavalieri. Ma Goneril disapprovò questa decisione e due anni dopo portò il numero di questa guardia a soli 30 uomini. Leir fuggì allora in Cornovaglia, dove però Regan portò il numero delle guardie a sole 5 unità. Tornato ad Alba, implorò Goneril, che però gli lasciò un solo uomo per proteggerlo.
Temendo le sue due figlie più anziane, si rifugiò in Gallia da Cordelia. Malato, fu accudito e rimesso in salute da Cordelia e da quel momento fu tenuto in grandissima considerazione dai capi gallici, che fecero voto di rimetterlo sul trono. Leir, Cordelia e Aganippo invasero quindi la Britannia con un poderoso esercito rovesciando i duchi e le loro consorti. Leir riprese quindi il potere, mantenendolo fino alla sua morte (tre anni dopo). A lui successe proprio la devota figlia Cordelia, che lo seppellì sotto il fiume Soar, vicino a Leicester, in una tomba sotterranea, che fu dedicata al dio romano Giano e ogni anno il popolo celebra la festa del dio proprio presso la tomba di Leir.